# Condado de Tooele
O Condado de Tooele é um dos 29 condados do estado norte-americano do Utah. A sede do condado é Tooele, e sua maior cidade é Tooele. O condado tem uma área de 18 874 km², uma população de 40 735 habitantes, e uma densidade populacional de 3 hab/km² (segundo o censo nacional de 2000). O condado foi fundado em 1852. É o segundo maior condado do estado, e possui um dos climas mais áridos do Utah.